# Le Nizan
Le Nizan település Franciaországban, Gironde megyében. Lakosainak száma 506 fő (2022. január 1.). Le Nizan Roaillan, Uzeste, Aubiac, Bazas, Lignan-de-Bazas, Mazères, Noaillan és Léogeats községekkel határos.

## Népesség
A település népességének változása:
| Lakosok száma | 338  | 289  | 312  | 409  | 457  | 496  | 520  | 509  | 503  | 506  |
|               | 1968 | 1982 | 1990 | 2006 | 2013 | 2015 | 2017 | 2019 | 2020 | 2022 |